# Etilefrin
Az etilefrin (INN: etilefrine) fehér vagy csaknem fehér kristályos por. Vízben bőségesen, etanolban oldódik, diklór-metánban nem oldódik.
Alacsony vérnyomás elleni szívserkentő szer. Idegrendszeri, szív/érrendszeri, endokrin vagy anyagcsere eredetű ortosztatikus hipotónia (felálláskor hirtelen leeső vérnyomás) ellen használják.

## Hatásmód
Intravénás formában megnöveli a szívteljesítményt, a vénákból a szívbe visszaérkező vér mennyiségét és a vérnyomást mind emberben, mind kísérleti állatokban. Ez arra utal, hogy mind az α-, mind a β-receptorokra hat, az in vitro vizsgálatok azonban azt mutatják, hogy jobban hat a szívbeli β1, mint a β2 adrenerg  receptorokra.
Az intravénás etilefrin megnöveli az egészséges emberek pulzusát, szívteljesítményét, a központi vénák és fő verőerek vérnyomását. A periferiális kiserek ellenállása 1–8 ml intravénás etilefrin hatására csökken, ennél nagyobb mennyiség hatására azonban növekedni kezd. Ha azonban 2,5 mg intravénás propranolol után adják, jelentősen csökken a pulzusszám, a szívteljesítmény és a periferiális véráramlás. Ez arra utal, hogy az etilefrin hat mind az adrenerg α1-, mind a β1-receptorra az emberben.

## Doppingszer
Az etilefrin tiltott doppingszer. Konstantinos Filippidis görög atlétát 2007-ben két évre, Mariano Puerta argentin teniszezőt 2005-ben 8 évre tiltották el a szer használata miatt (az utóbbi büntetést később két évre mérsékelték).

## Készítmények
Az etilefrint számos készítmény tartalmazza önállóan, hidrokloridsó formájában,  az utóbbit egyes készítmények más szerekkel kombinációban.
Magyarországon nincs forgalomban etilefrin-tartalmú készítmény.

## Fordítás
- Ez a szócikk részben vagy egészben  az   Etilefrine című angol Wikipédia-szócikk fordításán alapul.  Az eredeti cikk szerkesztőit annak laptörténete sorolja fel. Ez a jelzés csupán a megfogalmazás eredetét és a szerzői jogokat jelzi, nem szolgál a cikkben szereplő információk forrásmegjelöléseként.